# Burgundofaro
Burgundofaro, auch Faro oder Faron (* 596; † um 672) war unter der Herrschaft der Merowinger der 19. Bischof von Meaux. Er wird in der katholischen Kirche als Heiliger verehrt.

## Leben
Die Existenz Burgundofaros ist neben der Erwähnung in zwei Hagiographien (Vita Faronis und Vita Columbani) und mehreren merowingischen Urkunden insbesondere noch durch ein Privileg für das Kloster Rebais belegt, welches durch den Bischof im Jahr 637 in Clichy ausgestellt wurde.
Burgundofaro wurde im fränkischen Teilreich Austrasien geboren, vermutlich auf dem Landgut Villa Pipimisiacum, dem heutigen Poincy. Er war der zweitgeborene Sohn von Chagnerich, Comes im Pagus Meldensis um den Hauptort Meaux und seiner Frau Leudegundis. Burgundofaro entstammte dem Adelsgeschlecht der Burgundofarones, die als herausragende Familie der austrasischen Führungsschicht bis zum Aufstieg der Pippiniden und Arnulfinger gilt. Die Familie war den Sippen der Agilolfinger und Waltriche verwandtschaftlich verbunden und wurde später nach ihm benannt.
Da sein älterer Bruder Chagnoald seit Jugend an für ein geistliches Amt bestimmt war, wurde Burgundofaro wohl von seinem Vater als Nachfolger im Amt des Comes vorgesehen. In diesem Umstand und in der hervorgehobenen Stellung seiner Familie sieht die Forschung den Grund dafür, dass er nicht wie üblich in einer Klosterschule, sondern an der Palastschule des fränkischen Königs Chlothar II. in Paris erzogen wurde. Dort erhielt er gemeinsam mit Sulpicius II. von Bourges, Desiderius von Cahors, Abbo von Metz sowie seinen Cousins Ado, Rado und Audoenus-Dado eine umfassende Ausbildung. Zu diesem Freundeskreis zählten auch der Königssohn Dagobert I. und der ältere Eligius von Noyon.
Danach diente Burgundofaro in verschiedenen Funktionen am Hofe Chlothars II. und ehelichte Blidechild, deren Familie im Gebiet um Soissons begütert war. Nach Chlothars Tod im Jahr 629 ernannte Dagobert I. seinen Freund aus Jugendtagen zum Referendarius oder Verwahrer des königlichen Siegelrings, der in dieser Funktion die Urkunden des Königs ausstellte, sie unterschrieb und siegelte. Damit bekleidete Burgundofaro, nach dem Hausmeier, das zweithöchste Amt im Frankenreich.
Trotz seiner hochrangigen Stellung entschied sich Burgundofaro um das Jahr 633 zu einem Wechsel in die geistliche Laufbahn und verzichtete auf das vorgesehene Grafenamt. Seine Ehefrau Bildechild entsagte dem weltlichen Leben gänzlich und zog sich in ein namentlich nicht bekanntes Kloster auf Eigenbesitz, wohl bei Pavant, zurück. Burgundofaro hingegen gründete zwar ein Kloster in Meaux, welches er dem Heiligen Kreuz Christi weihte, ist aber bereits vier Jahre später schon als Bischof von Meaux nachzuweisen. Dies und der Umstand, dass er Bildechild darum bat, das Ehegelübde wieder zu erneuern, deuten darauf hin, dass er vor seinem Episkopat nicht zum Mönch geweiht wurde.
Nach dem Tod seines Freundes Dagobert I. im Jahr 639 geriet Burgundofaro als Haupt der neustrischen Großen in einen erbitterten Machtkampf mit dem Hausmeier Aegas, der von Dagoberts Witwe Nantechild eingesetzt worden war. Diese Auseinandersetzung gipfelte schließlich 641 in der Ermordung von Burgundofaros Bruder Chagnulf, dem Comes von Meaux, durch Aegas Schwiegersohn. Dass Nantechild noch im selben Jahr den Burgundofarones die Blutrache an Chagnulfs Mörder ausdrücklich erlaubte, lässt vermuten, dass es Burgundofaro erfolgreich gelang, der Königinwitwe die Anliegen des neustrischen Adels zu vermitteln und eine Übereinkunft zu erzielen.
Dem Bericht des Beda Venerabilis zufolge beherbergte Burgundofaro im Frühjahr 669 Theodor von Tarsus, den Erzbischof von Canterbury, auf dem Anwesen seiner Familie in Meaux. Theodor war im Jahr zuvor von Papst Vitalian zum Oberhirten von England geweiht worden und befand sich auf dem Weg auf die Insel, um die langjährige Sedisvakanz der britischen Kathedra zu beenden.
Die letzte urkundliche Bezeugung als Bischof von Meaux datiert in das Jahr 668 – damit umfasste seine Amtszeit mehr als 35 Jahre.
Um das Jahr 672 starb Burgundofaro, vermutlich in Meaux, und wurde in der von ihm gegründeten Abtei Saint-Croix ebendort bestattet. Sein Nachfolger wurde Hildevert von Meaux († um 680), der einen vor Taufe gestorbenen Knaben wiederbelebt haben soll.

## Geschwister
Burgundofaro hatte noch vier Brüder und Schwestern:
- Chagnoald (vor 627–vor 633/34 Bischof von Laon)
- Chagnulf (Comes von Meaux; ermordet 641)
- Burgundofara (Gründerin der Abtei Faremoutiers, † nach 633/34)
- Agnetrade († nach 633/34)

## Verehrung
Der Gedenktag für Burgundofaro wird von der katholischen Kirche am 28. Oktober begangen. Die Pfarrkirche St-Faron in Pouldreuzic trägt sein Patrozinium.